# 丸子通
丸子通（まるこどおり）は、神奈川県川崎市中原区の地名。現行行政町名は丸子通1丁目及び丸子通2丁目で、いずれも住居表示未実施区域。

## 地理
中原区中央部の一角に当たる区域。丸子橋の右岸にあたるエリアであり、中原街道と綱島街道が分岐する交通の要衝である。江戸期までは多摩川には現在の丸子橋に代わって丸子の渡しがあった。北は上丸子天神町、東は上丸子八幡町、南は新丸子東1丁目・新丸子町、西は小杉陣屋町と接する。

## 歴史

### 沿革
- 1943年（昭和18年）4月 - 川崎市上丸子の一部より丸子通1・2丁目が成立[7][8]。

## 世帯数と人口
2025年（令和7年）6月30日現在（川崎市発表）の世帯数と人口は以下の通りである。
| 丁目        | 世帯数    | 人口    |
| ----------- | --------- | ------- |
| 丸子通1丁目 | 2,405世帯 | 4,094人 |
| 丸子通2丁目 | 1,809世帯 | 2,632人 |
| 計          | 4,215世帯 | 6,726人 |

### 人口の変遷
国勢調査による人口の推移。
| 年                 | 人口  |
| ------------------ | ----- |
| 1995年（平成7年）  | 4,595 |
| 2000年（平成12年） | 5,044 |
| 2005年（平成17年） | 5,383 |
| 2010年（平成22年） | 5,977 |
| 2015年（平成27年） | 6,361 |
| 2020年（令和2年）  | 6,726 |

### 世帯数の変遷
国勢調査による世帯数の推移。
| 年                 | 世帯数 |
| ------------------ | ------ |
| 1995年（平成7年）  | 2,717  |
| 2000年（平成12年） | 3,009  |
| 2005年（平成17年） | 3,192  |
| 2010年（平成22年） | 3,605  |
| 2015年（平成27年） | 3,753  |
| 2020年（令和2年）  | 4,045  |

## 学区
市立小・中学校に通う場合、学区は以下の通りとなる（2022年3月時点）。
| 丁目         | 番地 | 小学校               | 中学校             |
| ------------ | ---- | -------------------- | ------------------ |
| 丸子通一丁目 | 全域 | 川崎市立上丸子小学校 | 川崎市立中原中学校 |
| 丸子通二丁目 | 全域 | 川崎市立西丸子小学校 | 川崎市立中原中学校 |

## 事業所
2021年（令和3年）現在の経済センサス調査による事業所数と従業員数は以下の通りである。
| 丁目        | 事業所数  | 従業員数 |
| ----------- | --------- | -------- |
| 丸子通1丁目 | 69事業所  | 325人    |
| 丸子通2丁目 | 82事業所  | 482人    |
| 計          | 151事業所 | 807人    |

### 事業者数の変遷
経済センサスによる事業所数の推移。
| 年                 | 事業者数 |
| ------------------ | -------- |
| 2016年（平成28年） | 144      |
| 2021年（令和3年）  | 151      |

### 従業員数の変遷
経済センサスによる従業員数の推移。
| 年                 | 従業員数 |
| ------------------ | -------- |
| 2016年（平成28年） | 974      |
| 2021年（令和3年）  | 807      |

## 交通

### 鉄道
地内を東急東横線・東急目黒線の高架が通過する。電車を利用の場合は新丸子駅が最寄駅となる。

### 道路
- 神奈川県道2号東京丸子横浜線（中原街道・綱島街道）
- 神奈川県道45号丸子中山茅ヶ崎線（中原街道）

上記2県道が「丸子橋」交差点で分岐しており、中原区中心部の主要なジャンクションの一つとなっている。

### 路線バス
地内には「丸子橋」「丸子通二丁目」の停留所があり、以下の系統が経由する。
- 川崎市交通局
  - 川74 川崎駅ラゾーナ広場（小杉駅）：川崎駅ラゾーナ広場 → 河原町団地 → 神明町 → 上平間 → ガス橋 → 新丸子駅西口 → 小杉駅 → 中丸子商店街 → 上平間（上平間営業所） → 神明町 → 川崎駅ラゾーナ広場
  - 川74 川崎駅（東口）：川崎駅東口 → 河原町団地 → 神明町 → 上平間 → ガス橋 → 新丸子駅西口 → 小杉駅 → 中丸子商店街 → 上平間（上平間営業所） → 神明町 → 川崎駅東口
- 東急バス
  - 溝03：溝の口駅 → 高津駅 → 下野毛 → 宮内 → 新丸子駅西口 → 小杉駅前

## 施設・寺社
- 中原警察署丸子橋交番（丸子橋一丁目）
- 丸子通公園（丸子橋二丁目）

## その他

### 日本郵便
- 郵便番号 : 211-0006[4]（集配局 : 中原郵便局[19]）

### 警察
町内の警察の管轄区域は以下の通りである。
| 丁目        | 番・番地等 | 警察署     | 交番・駐在所 |
| ----------- | ---------- | ---------- | ------------ |
| 丸子通1丁目 | 全域       | 中原警察署 | 丸子橋交番   |
| 丸子通2丁目 | 全域       | 中原警察署 | 丸子橋交番   |